# Pardosa petrunkevitchi
Pardosa petrunkevitchi là một loài nhện trong họ Lycosidae.
Loài này thuộc chi Pardosa. Pardosa petrunkevitchi được Willis J. Gertsch miêu tả năm 1934.